# Stordammen, Lappland
Stordammen är en sjö i Dorotea kommun i Lappland och ingår i Ångermanälvens huvudavrinningsområde.